# 5. Szaturnusz-gála
A 5. Szaturnusz-gála az 1977-es év legjobb filmes és televíziós sci-fi, horror és fantasy alakításait értékelte. A díjátadót 1978. január 14-én tartották Kaliforniában, a műsor házigazdája William Shatner volt, a kategóriák fölé felvéve a legjobb vágásét is.

## Győztesek és jelöltek

### Film és televízió
| Legjobb sci-fi film | Legjobb fantasyfilm |
| --- | --- |
| - Star Wars IV. rész – Egy új remény - Harmadik típusú találkozások - A komputer gyermeke - Dr. Moreau szigete - Twilight's Last Gleaming | - Te jó Isten! - Peti sárkány - Szindbád és a tigris szeme - Papucs és rózsa - Varázslók |
| Legjobb horrorfilm | |
| - A kislány, aki az utcánkban lakik - Dogs - Kingdom of the Spiders - Az őrszem | |
| Legjobb férfi főszereplő | Legjobb női főszereplő |
| - George Burns – Te jó Isten! (Isten) - Richard Dreyfuss – Harmadik típusú találkozások (Roy Neary) - William Shatner – Kingdom of the Spiders (Robert "Rack" Hansen) - Harrison Ford – Star Wars IV. rész – Egy új remény (Han Solo) - Mark Hamill – Star Wars IV. rész – Egy új remény (Luke Skywalker) - Michael York – Dr. Moreau szigete (Andrew Braddock) | - Jodie Foster – A kislány, aki az utcánkban lakik (Rynn Jacobs) - Melinda Dillon – Harmadik típusú találkozások (Jillian Guiler) - Julie Christie – A komputer gyermeke (Susan Harris) - Joan Collins – Hangyabirodalom (Marilyn Fryser) - Carrie Fisher – Star Wars IV. rész – Egy új remény (Leia Organa) |
| Legjobb férfi mellékszereplő | Legjobb női mellékszereplő |
| - Alec Guinness – Star Wars IV. rész – Egy új remény (Obi-Wan Kenobi) - Peter Cushing – Star Wars IV. rész – Egy új remény (Wilhuff Tarkin) - Burgess Meredith – Az őrszem (Charles Chazen) - Woody Strode – Kingdom of the Spiders (Walter Colby) - Red Buttons – Peti sárkány (Hoagy)                                                                         | - Susan Tyrrell – Bad (Mary Aiken) - Teri Garr – Harmadik típusú találkozások (Veronica Neary) - Alexis Smith – A kislány, aki az utcánkban lakik (Mrs. Hallet) - Margaret Whiting – Szindbád és a tigris szeme (Zenobia) - Joan Bennett – Sóhajok (Madame Blanc)                                            |
| Legjobb rendező | Legjobb forgatókönyv |
| - George Lucas – Star Wars IV. rész – Egy új remény - Steven Spielberg – Harmadik típusú találkozások - Nicolas Gessner – A kislány, aki az utcánkban lakik - Carl Reiner – Te jó Isten! - Don Taylor – Dr. Moreau szigete | - George Lucas – Star Wars IV. rész – Egy új remény - Steven Spielberg – Harmadik típusú találkozások - Laird Koenig – A kislány, aki az utcánkban lakik - Larry Gelbart – Te jó Isten! - Michael Winner, Jeffrey Konvitz – Az őrszem                                                                        |
| Legjobb filmzene | Legjobb jelmez |
| - John Williams - Star Wars IV. rész – Egy új remény / Harmadik típusú találkozások | - John Mollo – Star Wars IV. rész – Egy új remény - Chuck Keehne, Emily Sundby – Peti sárkány - Cynthia Tingey – Szindbád és a tigris szeme - Julie Harris – Papucs és rózsa - Richard La Motte – Dr. Moreau szigete                                                                                         |
| Legjobb smink | Legjobb különleges effektek |
| - Rick Baker, Stuart Freeborn – Star Wars IV. rész – Egy új remény - Bob Westmoreland, Thomas R. Burman, Carlo Rambaldi – Harmadik típusú találkozások - Thomas R. Burman – A komputer gyermeke - John Chambers – Dr. Moreau szigete - Dick Smith – Az őrszem                                                                                                   | - John Dykstra, John Stears – Star Wars IV. rész – Egy új remény - Douglas Trumbull – Harmadik típusú találkozások - Albert Whitlock, Chuck Gaspar (Van der Veer Photo Effects) – Az ördögűző 2. - Az eretnek - Ray Harryhausen – Szindbád és a tigris szeme                                                 |
| Legjobb hang | Legjobb művészeti rendezés |
| - Star Wars IV. rész – Egy új remény - Ben Burtt, Don MacDougall | - Star Wars IV. rész – Egy új remény - Norman Reynolds, Leslie Dilley |
| Legjobb vágás | Legjobb díszlet |
| - Star Wars IV. rész – Egy új remény - Paul Hirsch, Marcia Lucas, Richard Chew | - Star Wars IV. rész – Egy új remény - Roger Christian |
| Legjobb televíziós alakítás | Legjobb újságíró |
| - Jonathan Harris | - Charles Lippincott |

### Különdíj
- Különdíj kiemelkedő operatőri munkáért - Star Wars IV. rész – Egy új remény - Gilbert Taylor
- Tiszteletdíj - Donald A. Reed
- Életműdíj - Carl Laemmle Jr.

## Fordítás
- Ez a szócikk részben vagy egészben  a(z)   5th Saturn Awards című angol Wikipédia-szócikk fordításán alapul.  Az eredeti cikk szerkesztőit annak laptörténete sorolja fel. Ez a jelzés csupán a megfogalmazás eredetét és a szerzői jogokat jelzi, nem szolgál a cikkben szereplő információk forrásmegjelöléseként.